# Église Saint-Augustin (Parijs)
De Sint-Augustinuskerk (Frans: Église Saint-Augustin) is een rooms-katholiek kerkgebouw in het 8e arrondissement van Parijs.

## Geschiedenis

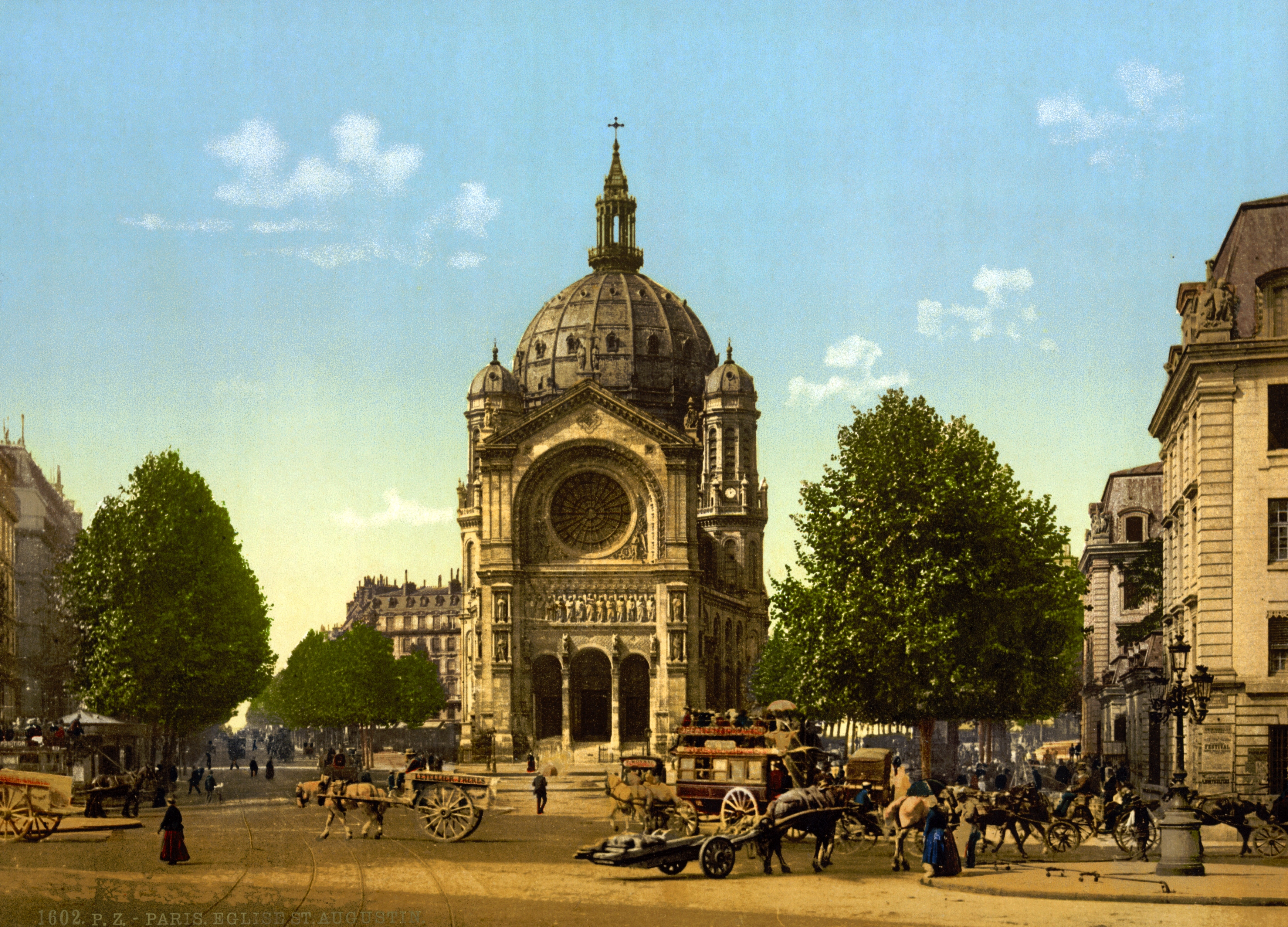
de net voltooide kerk in de jaren 1890

De kerk werd tussen 1860 en 1871 gebouwd in de wijk Petite Pologne (Klein Polen), tegenwoordig het Place Saint-Augustins in het Parijse 8e arrondissement.
Tijdens het Tweede Keizerrijk ontwikkelde dit gebied zich sterk door een grote demografische instroom. De prefect Georges-Eugène Haussmann liet lange rechtlijnige avenues aanleggen en de plaatsen waar de boulevards elkaar kruisten vroegen om prestigieuze en markante bouwwerken.
In januari 1879 werd pastoor Benoît-Marie Langénieux, de latere aartsbisschop van Reims, overgeplaatst naar de parochie van Sint-Augustinus. De nieuwe wijk van de hoofdstad zag langs de boulevards rond de reeds in aanbouw zijnde kerk luxueuze woningen verrijzen voor welgestelden. De abt liet de voortgang van de werkzaamheden versnellen en een pastorie oprichten, die hem samen met een twintigtal kapelaans een comfortabel, maar eenvoudig verblijf boden.
De wens om juist op deze plek een kerk te bouwen heeft inmiddels een groot nadeel. De locatie van het gebouw op het kruispunt van de drukke boulevards Haussmann en Malesherbes maakt de kerk tot een van de meest lawaaierige kerken van Parijs. Ook in de kerk blijft de verkeersdrukte nadrukkelijk aanwezig, hetgeen uiteraard niet bevorderlijk is voor de contemplatie.
Het was in de Sint-Quintinuskerk waar de in 2005 zalig verklaarde Charles de Foucauld, die werd geïnspireerd door pastoor Huvelin van deze parochie, zich bekeerde tot het katholicisme.

## Beschrijving
De kerk werd gebouwd door Victor Baltard, dezelfde architect als die van De Hallen, in de stijl van het eclecticisme en verbindt invloeden van de romaanse en byzantijnse kunst. Het op een oppervlak van een trapeze gebouwde godshuis (een in verhouding smalle gevel met een breed koor) meet bijna 100 meter lang en heeft een koepel van circa 80 meter hoog. Dankzij de ijzeren constructie zijn steunberen niet nodig. Naarmate men het koor meer nadert worden de toegevoegde kapellen steeds indrukwekkender.
De beelden van Christus en de twaalf apostelen onder het roosvenster en de symbolen van de apostelen boven de ingang sieren de gevel.
Voor de kerk staat een beeld van Jeanne d'Arc dat door Paul Dubois werd gemaakt en in 1896 voor de kerk werd ingehuldigd.

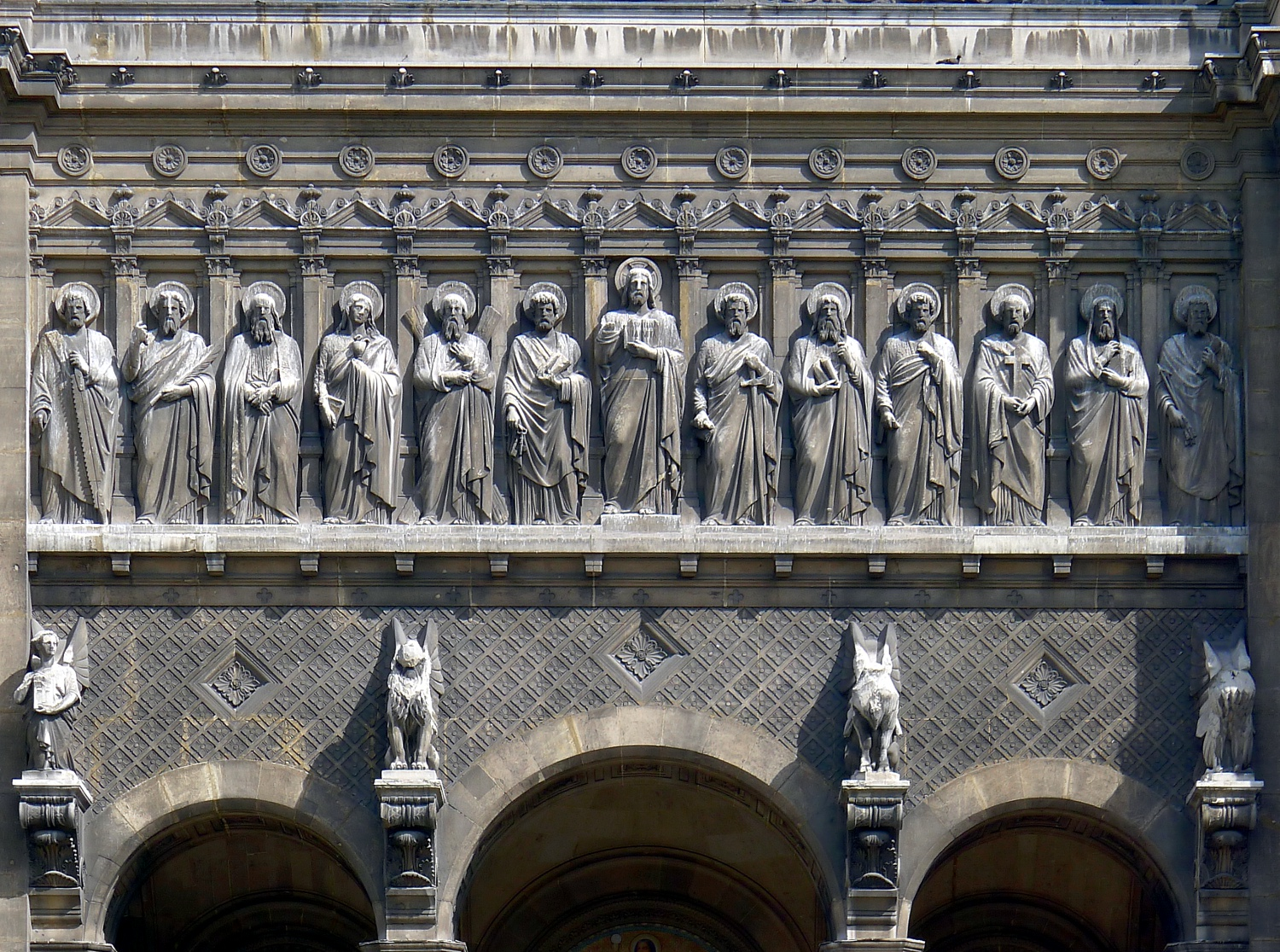
Het fries met de apostelen op de zuidelijke gevel
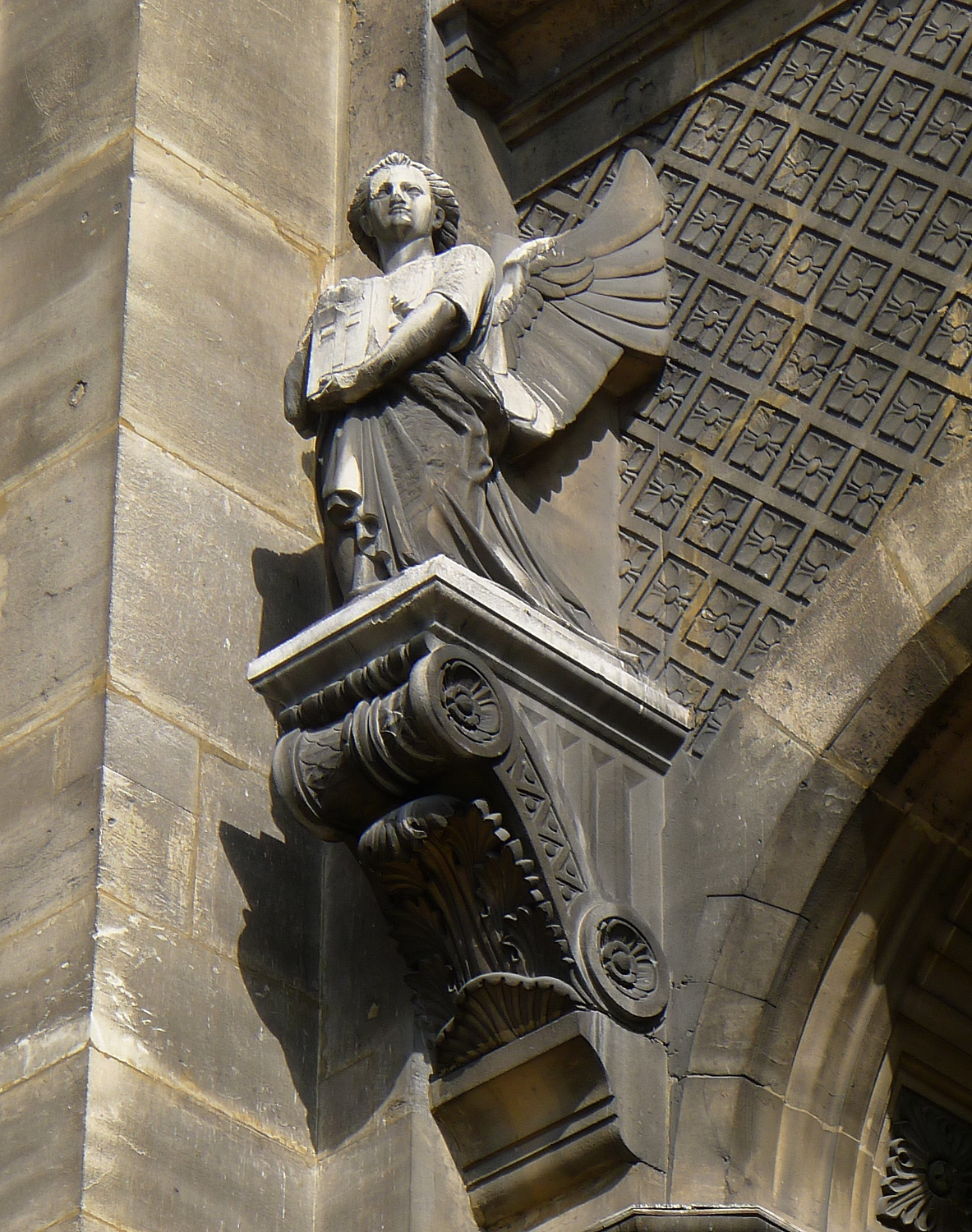
Mattheus (engel)
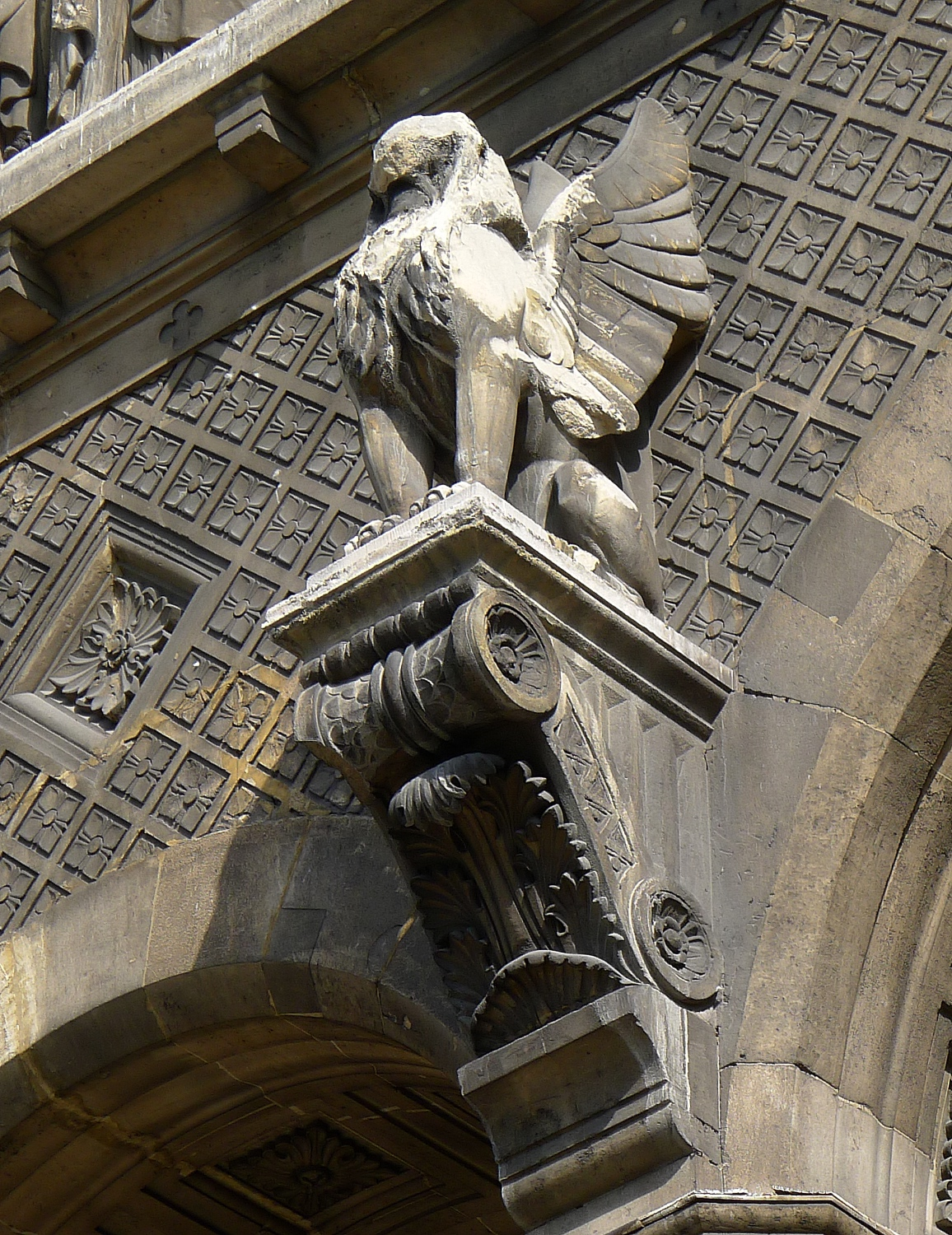
Markus (leeuw)
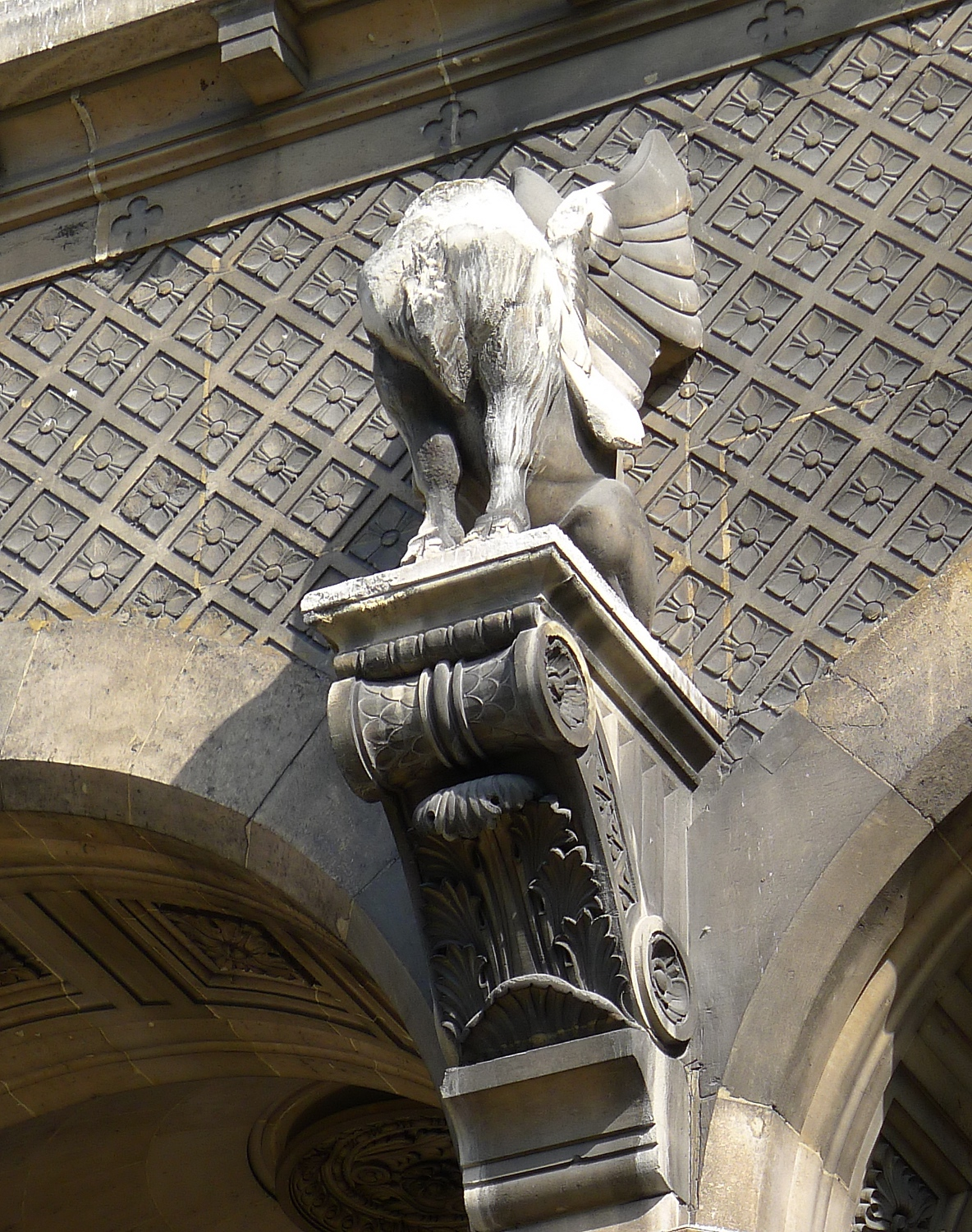
Lucas (os)
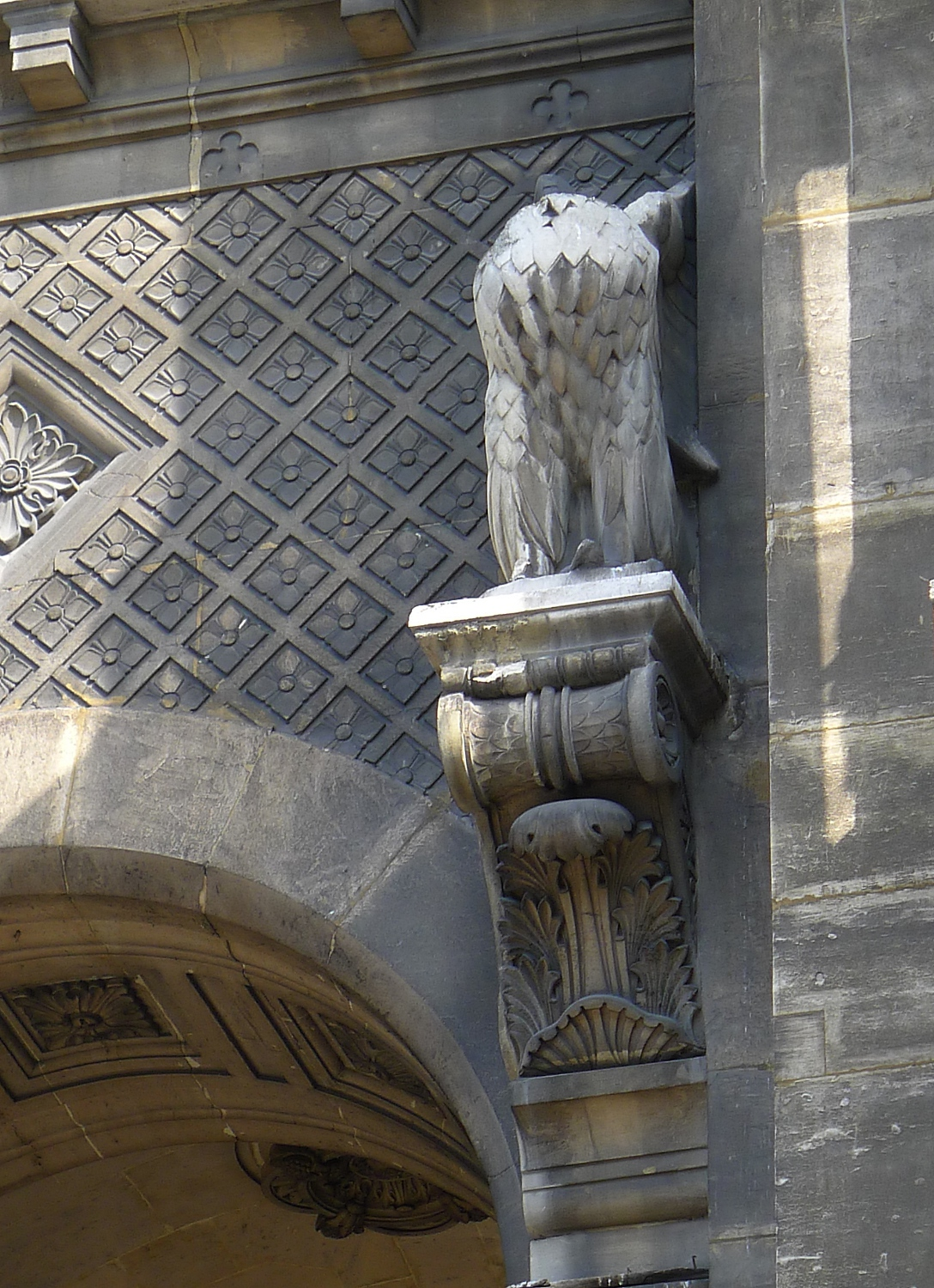
Johannes (adelaar)

## Interieur
In de kerk bevinden zich meerdere beelden van de beeldhouwer Mathurin Moreau. De gebrandschilderde ramen verbeelden bisschoppen en martelaren van de eerste eeuwen en de gietijzeren zuilen zijn versierd met polychrome engelen. De schilderijen in het schip, de doop van Sint-Augustinus en de dood van de heilige Monica zijn werken van de schilder Diogène Maillart.
Het grote orgel van de kerk uit 1868 met 54 registers is het werk van de orgelbouwer Charles Spackman Barker, die in de orgelwereld bekendstaat om zijn uitvinding van de Barkermachine die een revolutie bracht in de wijze van transmissie. Het instrument werd herzien of gerestaureerd door Aristide Cavaillé-Coll (1899), de firma Beuchet-Debierre (1961) en Bernard Dargassies (1987). In het koor bevindt zich nog een orgel uit 1899 van Charles Mutin, de opvolger van Aristide Cavaillé-Coll.